# Boyle (Ierland)
Boyle is een plaats in het Ierse graafschap Roscommon. In 2006 telde Boyle 2522 inwoners.

## Vervoer
Boyle heeft een station aan de spoorlijn Dublin - Sligo waarvandaan dagelijks zeven treinen in beide richtingen vertrekken. De N4, de hoofdroute van Dublin naar Sligo loopt langs het dorp.

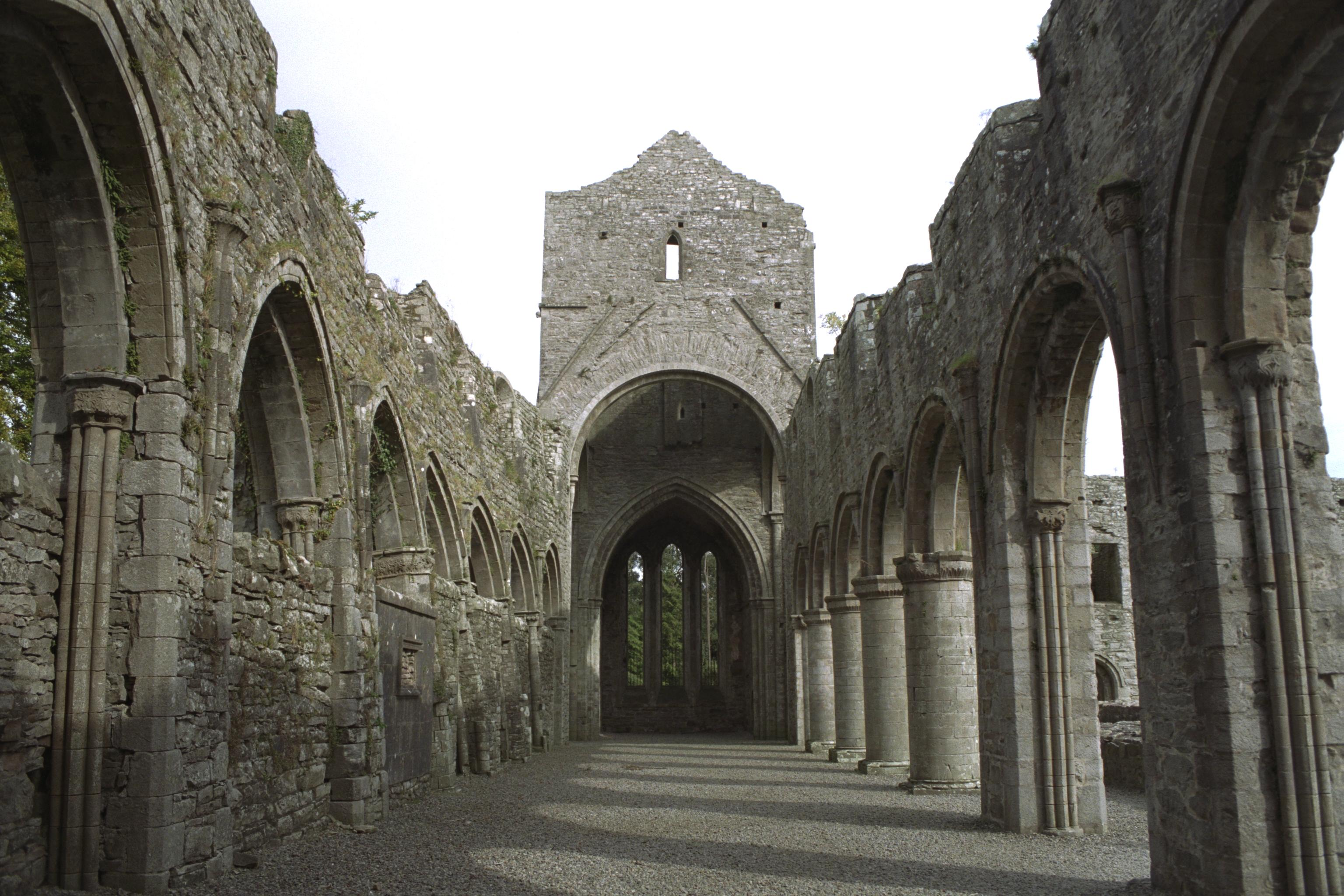
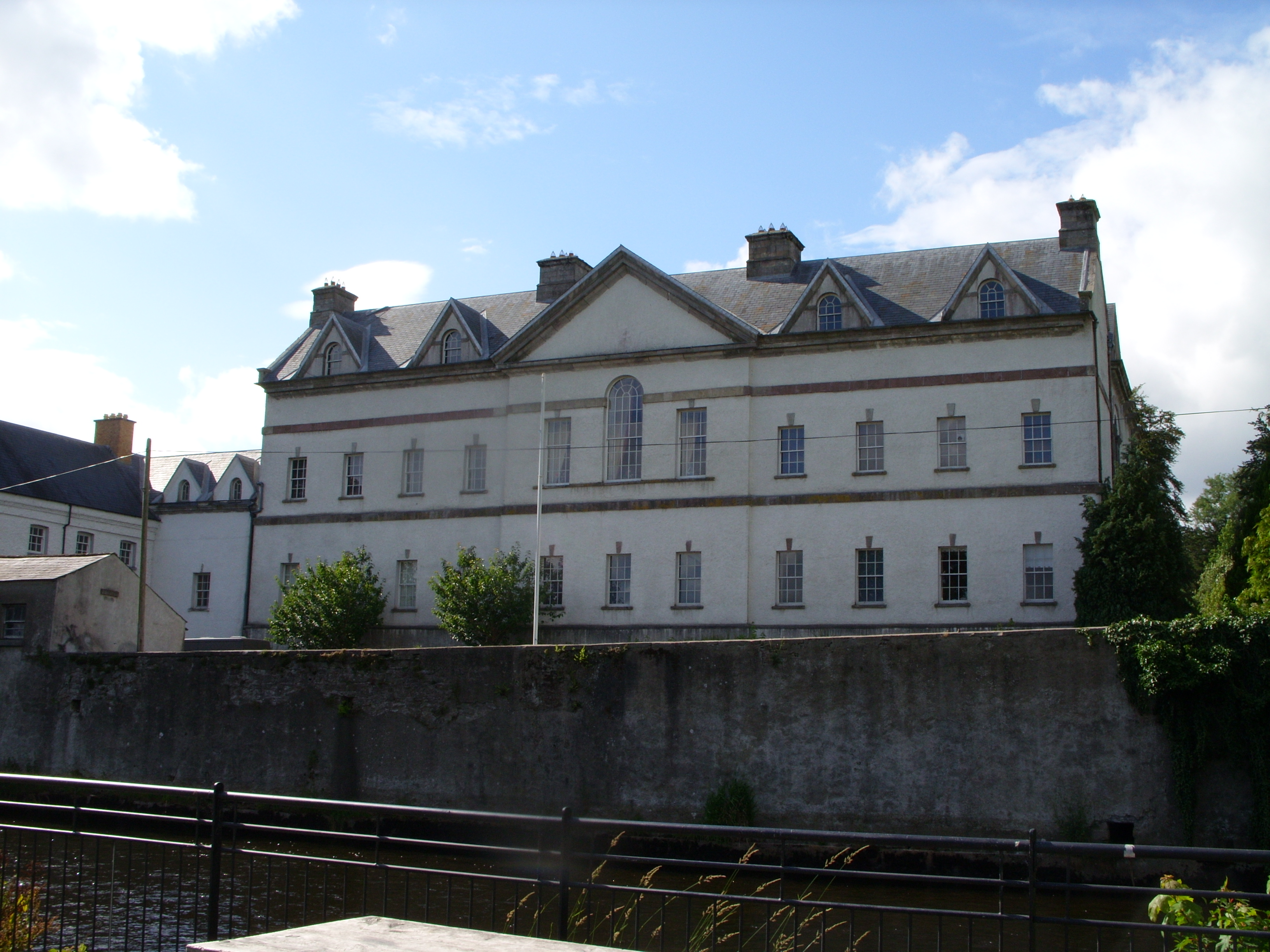
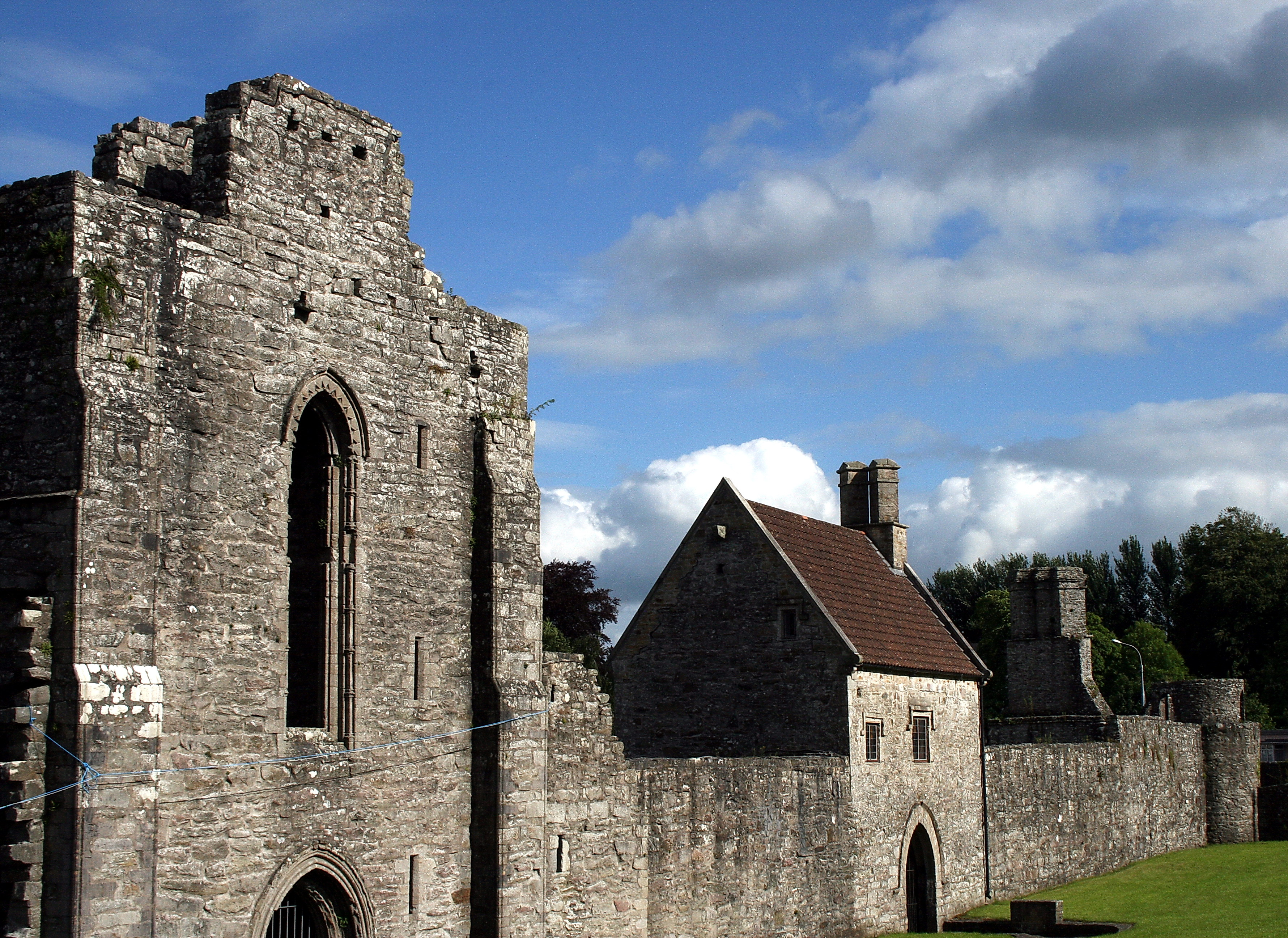
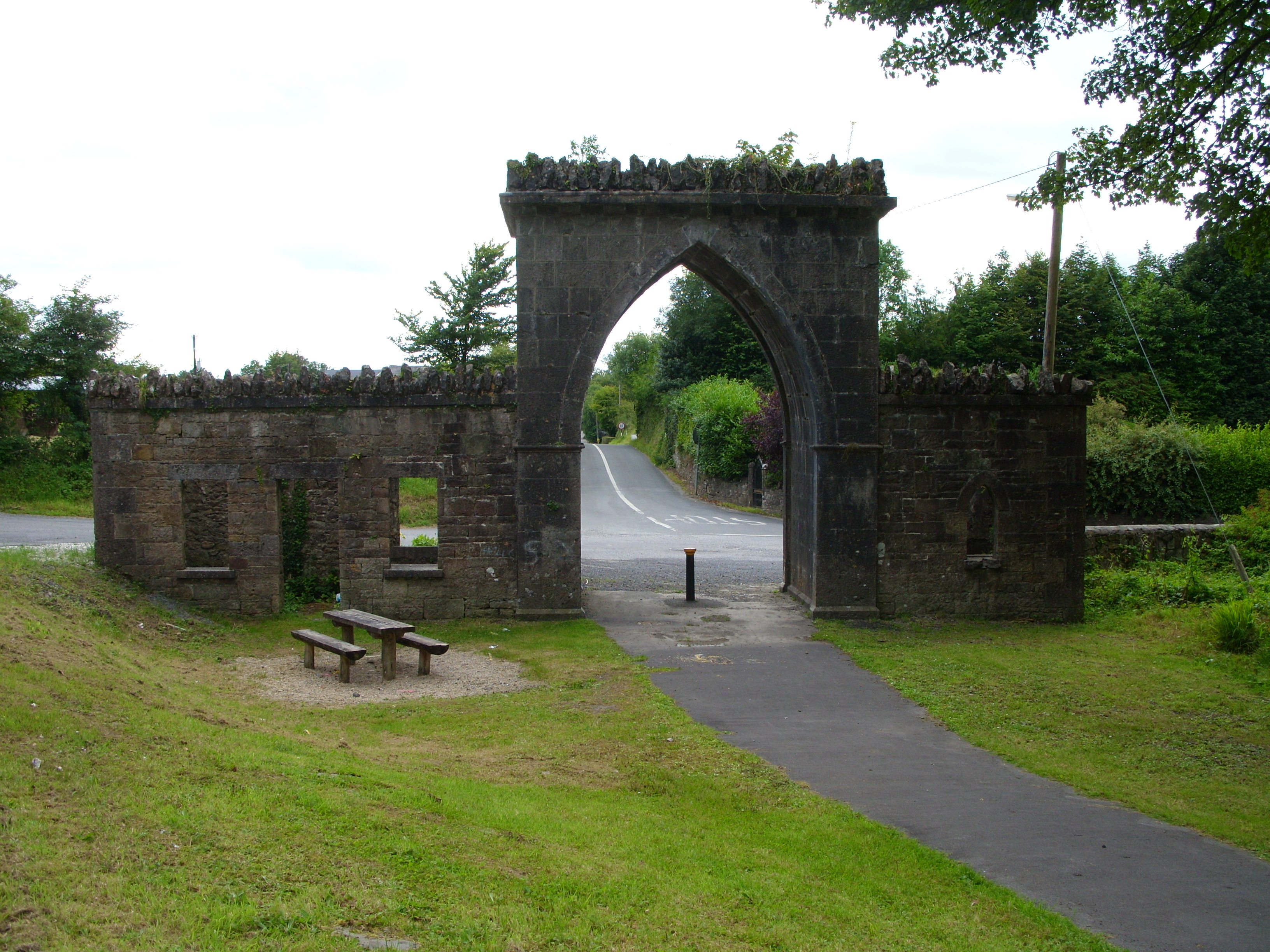
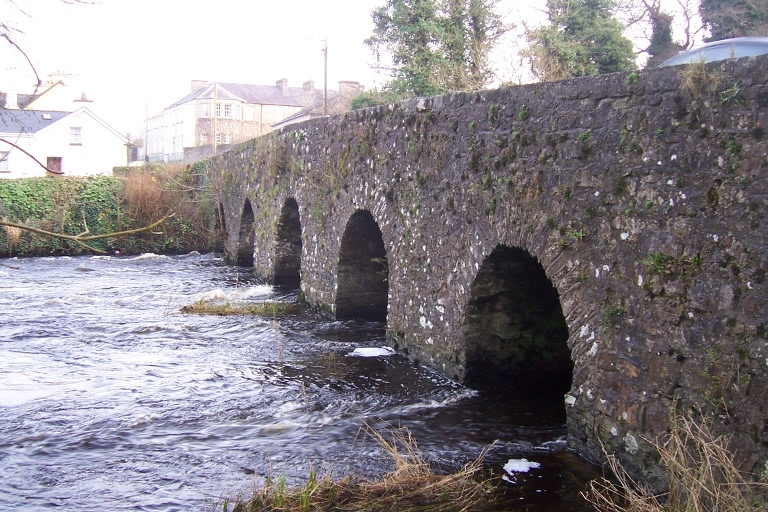
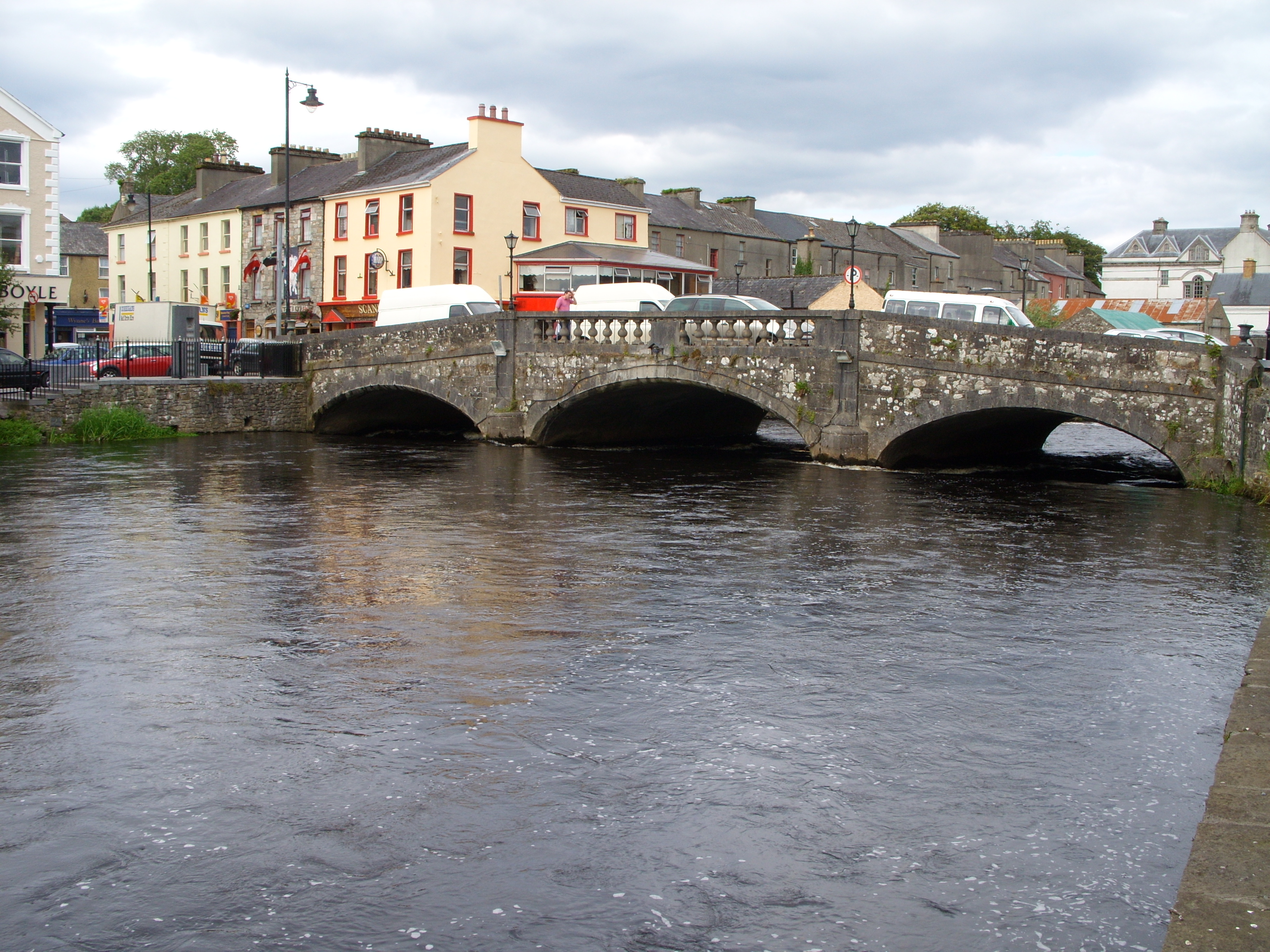

## Geboren
- Maureen O'Sullivan (1911-1998), actrice, o.a. Jane uit de Tarzan-films